# جون كيكوتشي
جون كيكوتشي (باليابانية: 菊池純؛ بالكانا: きくち じゅん) هو لاعب غولف ياباني، ولد في 22 ديسمبر 1973 في سايتاما في اليابان.

## وصلات خارجية
- جون كيكوتشي على موقع رابطة اليابان للاعبي الغولف المحترفين (الإنجليزية)